# František Ctibor
František Ctibor (španělsky Fransisko Ctibor, 30. září 1857 Tábor – po 1916 asi La Plata) byl český stavební inženýr a podnikatel, působící především na území Argentiny.

## Život

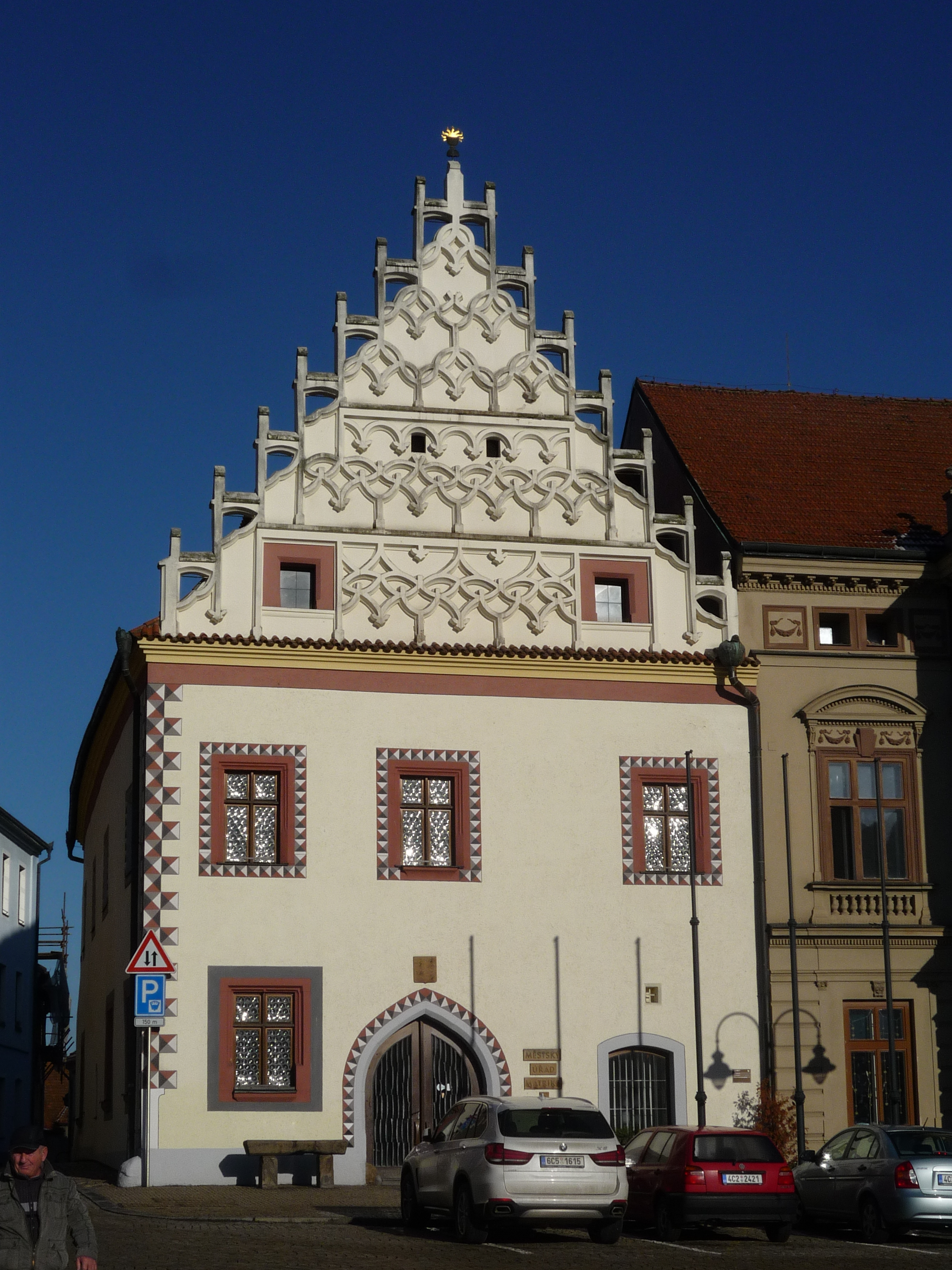
Ctiborův dům na Žižkově náměstí v Táboře

Narodil se v Táboře v jižních Čechách, v tzv. Ctiborově domě na hlavním náměstí čp. 6, do rodiny výrobců mýdla. Vystudoval gymnázium v Táboře a poté stavitelství v německém Karlsruhe. V 80. letech 19. století pak vstoupil do služeb francouzské projekční stavební firmy Gustava Eiffela, v rámci které se v letech 1887 až 1889 podílel na stavbě Eiffelovy věže či na francouzském projektu posléze nedokončeného Panamského průplavu.
Do Latinské Ameriky se dostal při práci na projektu Panamského průplavu a po krachu projektu přišel okolo roku 1890 do Argentiny a se svou manželkou, rovněž Češkou, se usadili v Buenos Aires. V létě 1904 s manželkou a synem krátce navštívil Čechy a rodný Tábor. Roku 1905 Ctibor zvítězil v soutěži na výstavbu kanalizace v Buenos Aires. Téhož roku pak zakoupil zpustlou cihelnu v Ringueletu a přebudoval ji moderní kruhovou cihelnu (tzv. Hoffmannovy pece), která následně dosáhla vysoké produkce cihel. Roku 1905 se s rodinou usídlil ve městě La Plata. Cihelna se následně stala jedním z hlavních dodavatelů cihel pro řadu velkých staveb v Buenos Aires, La Plata a okolí. Mj. byly použity při realizaci velkorysého urbanistického konceptu v La Plata guvernéra provincie Dardo Rochy, výstavbě katedrály Neposkvrněného početí Panny Marie tamtéž, doků v Buenos Aires, majáku u argentinského pobřeží či systému metra v Buenos Aires.
František Ctibor zemřel někdy po roce 1916. Pohřben byl na hřbitově Cementerio La Plata ve městě La Plata.
Rodina Ctiborova po další generace pokračuje ve vedení rodinného podniku s názvem Cerámica Ctibor. V areáu firmy je zřízeno také muzeum cihel (Museo de Ladrillo).